# محوطه عمارات کرکهرک
محوطه عمارات کرکهرک مربوط به دوره ایلخانی - دوره تیموریان است و در شهرستان قصر شیرین، بخش مرکزی، دهستان نصرآباد، ۵۰۰ متری شمال روستای کرکهرک واقع شده و این اثر در تاریخ ۲۸ اسفند ۱۳۸۵ با شمارهٔ ثبت ۱۸۷۰۸ به‌عنوان یکی از آثار ملی ایران به ثبت رسیده است.